# Bentley 4½ Litre
Bentley 4½ Litre är en personbil, tillverkad av den brittiska biltillverkaren Bentley mellan 1926 och 1930.

## 4½ Litre
4½ Litre presenterades 1926, sedan man tagit ut det bästa ur företrädaren 3 Litre.
Cylindervolymen ökades genom att cylinderdiametern borrades upp till 100 mm. Effekten var 100 hk och ökade under produktionstiden till 130 hk.
Modellen tog Bentleys tredje seger på Le Mans 24-timmars 1928 och vann även tävlingen över 500 engelska mil på Brooklands året därpå.

## Blower Bentley

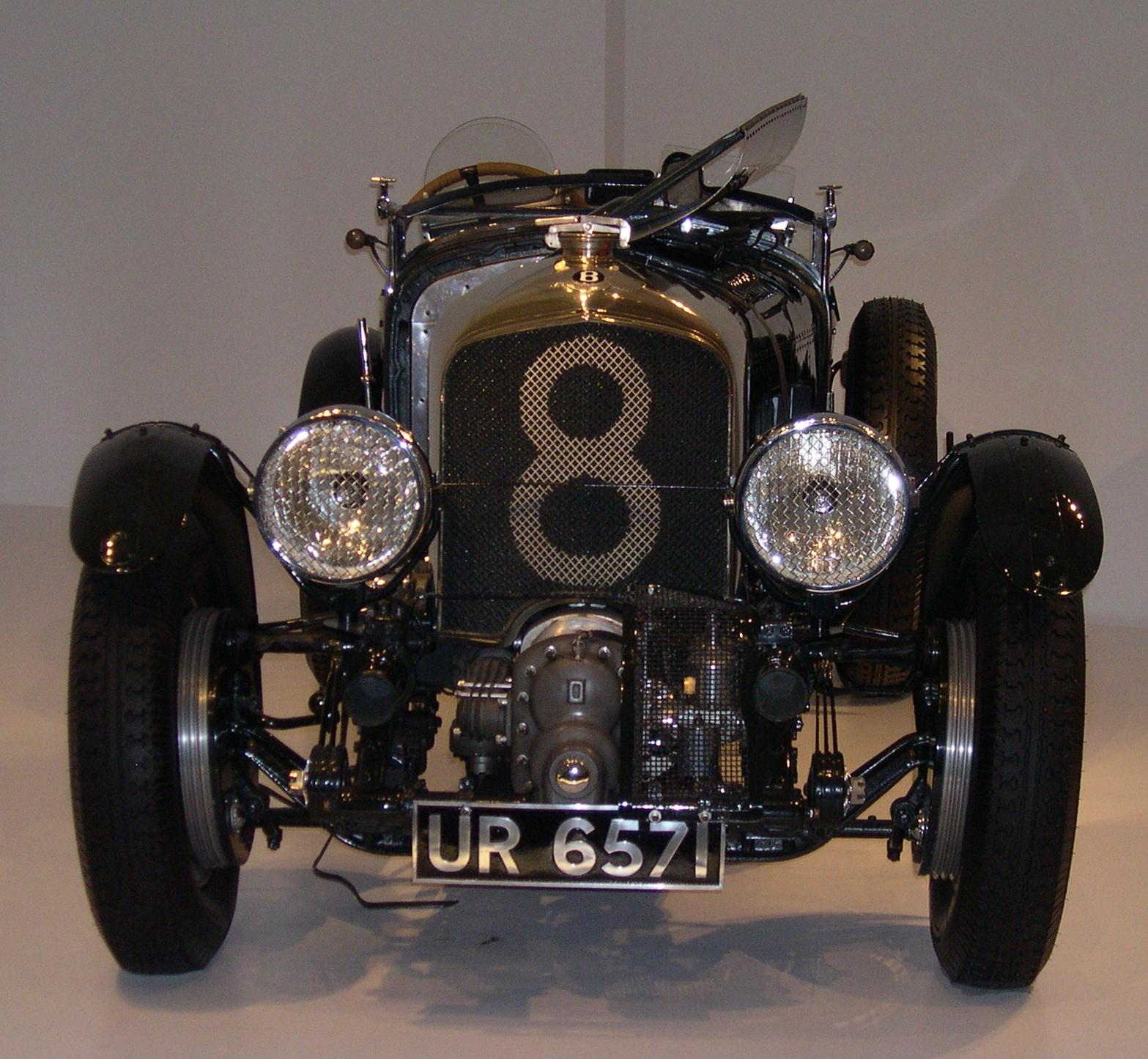
Blower Bentley från 1929. Kompressorn är synlig strax ovanför registreringsskylten.

För att den fyrcylindriga bilen skulle vara fortsatt konkurrenskraftig, började Bentleys racingteam experimentera med en kompressormatad version av bilen, vanligen kallad Blower Bentley. Kompressorn skruvades fast på ramen, framför kylaren och drevs direkt från vevaxeln. Med kompressorns hjälp tog man ut effekter uppåt 240 hk. W O Bentley själv ville inte ha med saken att göra, då han ansåg att bästa sättet att öka effekten var att öka cylindervolymen. Det visade sig att W O hade rätt, eftersom de kompressormatade bilarna inte vann en enda tävling av vikt.
Totalt försågs 55 st 4½-litersbilar med kompressor.